# کالوین راتسی
کالوین راتسی (انگلیسی: Calvin Raatsie؛ زادهٔ ۹ فوریهٔ ۲۰۰۲) بازیکن فوتبال اهل پادشاهی هلند است که در حال حاضر برای اکسلسیور در پست دروازه‌بان بازی می‌کند.
از باشگاه‌هایی که در آن بازی کرده است می‌توان به آژاکس آمستردام، رودا جی‌سی کرکراد و اکسلسیور اشاره کرد.
وی همچنین در تیم‌های ملی فوتبال زیر ۱۵ سال، زیر ۱۶ سال، زیر ۱۷ سال، زیر ۱۸ سال و زیر ۲۱ سال هلند بازی کرده است.

## دوران باشگاهی
کالوین راتسی که از محصولات آکادمی جوانان آژاکس است، نخستین بازی حرفه‌ای خود را برای تیم دوم این باشگاه یعنی باشگاه فوتبال یونگ آژاکس در تاریخ ۱۵ فوریهٔ ۲۰۲۱ و در شکست ۲–۱ برابر دوردرخت انجام داد. او در تاریخ ۱۳ مهٔ ۲۰۲۱ در جریان پیروزی ۳–۱ آژاکس برابر وی‌وی‌وی فنلو برای نخستین بار به تیم اصلی دعوت شد، هرچند که به میدان نرفت.
در ۲۷ مهٔ ۲۰۲۲، راتسی با اوترخت قرارداد سه‌ساله‌ای امضا کرد. او نخستین بازی خود برای تیم دوم باشگاه یعنی باشگاه فوتبال یونگ اوترخت را در روز نخست فصل اردست دیویزیه ۲۳–۲۰۲۲ انجام داد که با شکست ۳–۰ برابر تاپ اوس همراه بود.
در ۱۵ ژانویهٔ ۲۰۲۴، راتسی به‌صورت قرضی به رودا جی‌سی پیوست.
در ۱۶ ژوئیهٔ ۲۰۲۴، راتسی با عقد قراردادی سه‌ساله به اکسلسیور روتردام پیوست.